# Рада народних комісарів ДКР

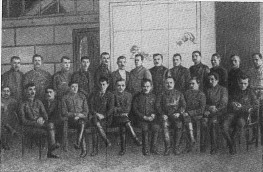
Члени уряду та активісти ДКР

Рада народних комісарів ДКР — найвищий орган влади Донецько-Криворізької республіки.
Донецько-Криворізька республіка була проголошена 11 лютого 1918 року на четвертому обласному з'їзді Рад робітничих депутатів Донецького і Криворізького басейнів у Харкові. Той же з'їзд доручив Обласному комітету Рад робітничих депутатів Донецько-Криворізького басейну утворити Раду народних комісарів ДКР. 14 лютого 1918 р. обком створив Раду народних комісарів Донецько-Криворізької республіки.

## Реакція на створення
Редакція газети "Наш південь":
"Нова Харківська Донецька Рада Народних Комісарів у двох відношеннях вигідно відрізняється від ВУЦВК. По-перше, вона складається з місцевих жителів, знайомих з положенням нашої області та міста. Досвід показує, що такі люди проявляють в боротьбі з буржуазією і її "поплічниками" трохи більшу обережність і розважливість, ніж всілякі приїжджі гастролери... Нарешті теперішня Рада є органом, створеним робочою організацією — правочинним з'їздом Рад Донецького басейну."

## Оцінка діяльності
Загалом Раднарком Донецької республіки виявляв значну життєвість і міцну енергію.

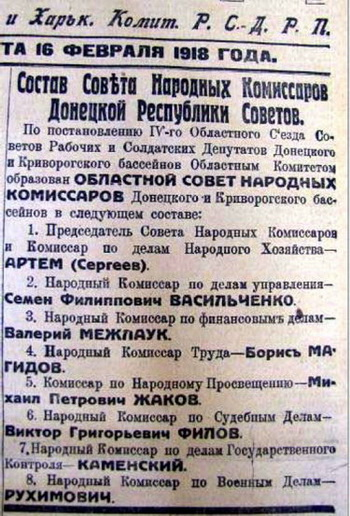
Склад РНК ДКР. "Известия Харьковского Комитета РСДРП"

Антонов-Овсієнко.

## Історія

### Створення

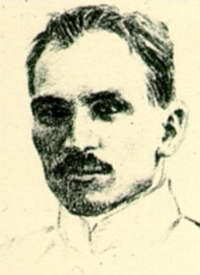
Сергєєв Федір Андрійович, тов. Артем

27—30 січня 1918 в Харкові відбувся Четвертий обласний з'їзд рад Донецького і Криворізького басейнів. На з'їзді були присутні 74 делегати, з них 48 більшовиків. З'їзд обрав обласний виконавчий комітет рад. За дорученням з'їзду облвиконком 14 лютого 1918 р. сформував Раднарком Донецько-криворізького басейну на чолі з Артемом (Ф. А. Сергеевим).

### Склад
Голова Ради народних комісарів — Артем (Ф. А. Сергєєв).
Народний комісар у справах внутрішнього управління — С. Ф. Васильченко, заступник - Крюков С. К.
Народний комісар у справах фінансів — В. І. Межлаук.
Народний комісар праці — Б. І. Магидов.
Народний комісар народної освіти — М. П. Жаков.
Народний комісар у судових справах — В. Г. Філов.
Народний комісар у військових справах — М. Л. Рухимович.
Народний комісар держконтролю — А. З. Каменський. (Перший склад).
11 березня на пост наркома пошти і телеграфів був призначений більшовик Інокентій Кожевников. Десятим членом уряду можна вважати Варейкіса який займав пост секретаря обкому.

### Участь есерів в Раднаркомі
Ліві есери були союзниками більшовиків в Петрограді. Відповідно розглядалось питання про їх участь у місцевих радянських урядах. Керівництво харківських есерів – Яків Рубінштейн та Лазар Голубовський відмовились брати участь у створенні Раднаркому Донецько-Криворізького басейну і передали це питання на розгляд місцевої партійної організації. Більшовики пропонували есерам посади комісарів землеробства, лікарсько-санітарних справ, з управління нерухомим майном і соціальної опіки.
17 лютого есери обговорили питання про входження до складу заколотницького уряду. Після бурхливих дискусій невеликою перевагою 11 голосів проти 9, 1 утримався, прийняли резолюцію Черненка про входження в уряд ДКР. Проте, уже на початку 20 чисел березня, після довгих партійних нарад, есери оголосили що в Раднаркомі брати участь не будуть через відсутність представництва селян.

### Діяльність у Харкові
На першому ж своєму засіданні Раднарком прийняв Декларацію про свою діяльність на найближчий період, в якій стверджувалося, що однією з основних завдань є: "Встановлення революційного правопорядку в Радянській республіці Донецького і Криворізького басейнів. Встановлення організованої планомірності в економічному та господарському житті. Організація, розвиток і підйом народної освіти і культури, пристосування її до соціалістичного життя суспільства".
Через чотири дні після першого засідання Жаков доповів обкому про початкові кроки Раднаркому: «Народні комісара виробили звернення до населення, розробили проект податку на відвідувачів кафе, ресторанів та готелів, постановили зобов'язати А. Йозефіча скасувати розміщену в будинку Південного краю домову церкву».
Незабаром засідання стали досить регулярними і продуктивними, активно почали видавати декрети і закони. 1-4 березня 1918 р Раднарком ДКР навіть випустив дві книги «Збори узаконень і розпоряджень робітника і селянського уряду республіки Рад Донецького і Криворізького басейнів».
Одна з книг зберігається в Харківському історичному музеї.
У зв'язку з участю Артема у Всеукраїнському з'їзді Рад, в уряді ДКР виникла урядова криза. Це та спроби об'єднати ДКР з Україною призвели до відставки трьох впливових діячів уряду - Васильченка, Філова, і Жакова. Їхня колективна заява про відставку надійшла 29 березня.
30 березня Нарсекретаріата України видав таке повідомлення:
«Вчора заявили про свою відставку наркоми Донецької республіки Васильченко, Жаков і Філов, Мотиви поки невідомі. Можна припустити, що відставка відбулась у зв'язку з тим, що їхні товариші по Раднаркому не підтримали питання про переселення ченців з Покровського монастиря до Курязького»
31 березня партійні збори зажадали від них залишатись на своїх місцях, в іншому випадку їм обіцяли призначити партійний суд не зупиняючись навіть перед виключенням з партії.
В суботу 6 квітня, о 21.45 розпочалося останнє засідання Ради Народних комісарів. Відкрив засідання нарком ДКР Магидов, пізніше до Ради приєдналися Артем, Рухимович, Кін і Сурик. Харківські журналісти описали зворушливі сцени з цього заходу словами: "пройшло під прапором примирення непримиренних". Наостанок Артем висловив свою позицію стосовно Центральної ради:
«Рада, що вторглася в межі Донецької республіки, пропонує Радянській владі припинити братовбивчу війну, Рада вважає демократичним миром такий мир, коли територія нашої республіки буде наповнена військами Ради, і воля народу буде розчавлена силою німецьких штиків. Але миру без визнання Донецької республіки обома сторонами бути не може».
О 23.00 пленум Харківського ради завершився співом "Інтернаціоналу".

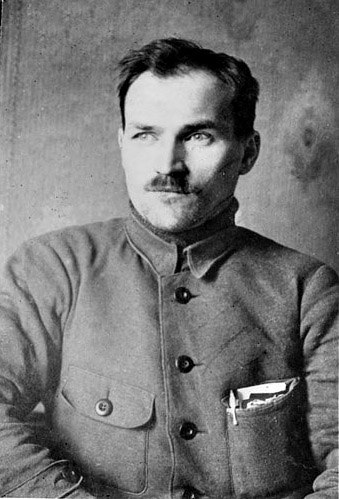
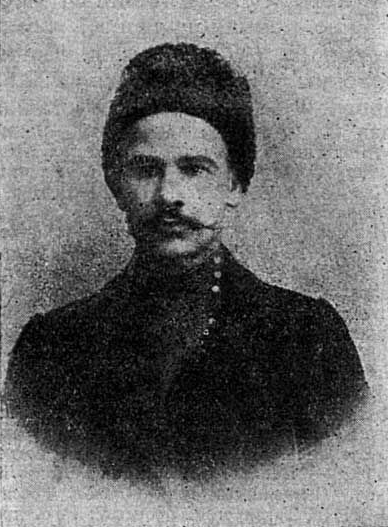
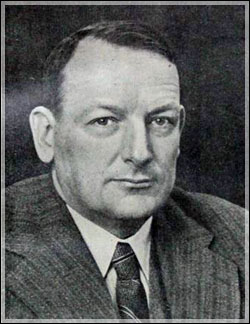
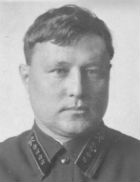
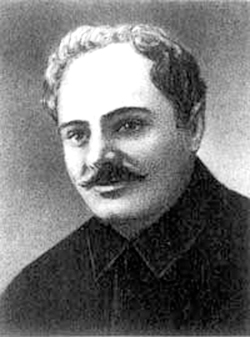
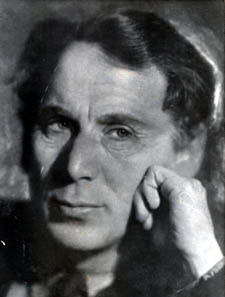
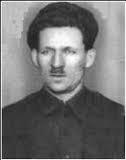
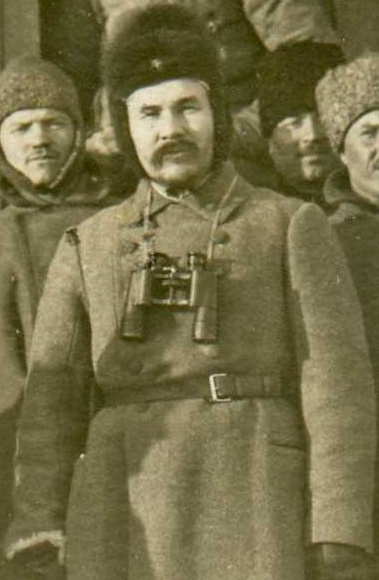

7 квітня уряд покинув Харків.

### Луганський період
Будинок Рада народних комісарів ДКР Луганськ.
Після прибуття до Луганська, 9 квітня керівництво ДКР провело реорганізацію власного складу, викликані декількома обставинами - частина народних комісарів була залучена на фронті, опозиціонери вибули зі складу, та й присутність у Луганську вимагала включити місцевих політиків.
Оновлений склад уряду виглядав наступним чином:
Голова та нарком закордонних справ- Ф. Артем Сергєєв;
заступник голови, комісар без портфеля - Ю. Лутовінов;
керівник справами Раднаркому-А. Повзнер;
Нарком військових справ- М. Рухимович;
нарком фінансів -В. Межулак;
нарком контролю - А. Каменський;
нарком праці - Б. Магидов;
нарком продовольства - І. Алексєєв;
нарком управління - Якимович;
нарком юстиції -А. Червяков;
нарком народної освіти - Істомін Яків Олексійович;
нарком земельних справ - Ханзон А.;
нарком суспільного майна - Пузирьов;
нарком шляхів сполучення і профсоюзів- Котов;
нарком держсоцзабезу (рос. "госпризрения") - Молдовський;
нарком пошт і телеграфів -А. Осипович;
У Луганську був створений багатопартійний уряд. Повзнер належав до меншовицької партії, а Ханзор- до лівих есерів. Розширене засідання Раднаркому ДКР постановило об'єднати всі збройні сили в одну армію. Уряд ДКР перебував у Луганську з 9 по 28 квітня 1918. Останнім населеним пунктом ДКР для Раднаркому стала станція Міллерово. Після прибуття туди Артем знову скликав засідання Раднаркому ДКР.
Антонов Овсієнко згадує Шахрая Василя Матвійовича як Комісара з національних справ Донецької республіки. 1 квітня нарком з національних справ Сталін зв'язався з Василем який знаходився в Ростові на Дону він запитував чи отримав Раднарком ноту Голубовича з пропозицією миру. .

### Уряд в еміграції
28 квітня уряд ДКР на чолі з Артемом виїхав з Луганська. 4 травня уряд ДКР вибув за межі республіки. На цьому моменті історики закінчують історію ДКР, але Микола Скрипник визнавав: "Правда, Раднарком Криворізько-Донецької республіки, який був створений, в січні 1918 г, існував ще й надалі". Він тут же додав "Але тільки формально; всі його працівники були відряджені на місця, а незабаром цей Раднарком зовсім розтанув".
Офіційне рішення про розпуск і припинення діяльності уряду ДКР ніхто ніколи не приймав.